# Nemesi d'Èmesa
Nemesi (en grec antic: Νεμέσιος, llatí: Nemesius) fou un escriptor grec del segle v.
Va ser bisbe d'Èmesa, segons que es desprèn de la introducció de la seva obra, i amb seguretat era un pietós cristià. La seva època és incerta, però hauria viscut al final del segle iv i començament del segle v, atès que l'esmenta Anastasi de Nicea, i Nemesi esmenta Eunomi.
Va escriure una obra intitulada Περὶ Φύσεως Ἀνθρώπον, De Natura Honminis, un interessant tractat filosòfic molt lloat per tots els que l'han citat, que de vegades s'ha atribuït a Gregori de Nissa, un error que probablement va sorgir de confondre aquest tractat amb el llibre de Gregori titulat Περι Κατασκυῆς Ἀνθρώπου, De Hominis Opificio.
Nemesi també va aconseguir fama pels seus coneixements de fisiologia. Sabia les funcions de la bilis i també coneixia el sistema de funcionament de la circulació de la sang.